# Eutrichota clavata
Eutrichota clavata este o specie de muște din genul Eutrichota, familia Anthomyiidae, descrisă de Fan în anul 1993.
Este endemică în Sichuan. Conform Catalogue of Life specia Eutrichota clavata nu are subspecii cunoscute.